# Podarcis lilfordi
Podarcis lilfordi là một loài thằn lằn trong họ Lacertidae. Loài này được Günther mô tả khoa học đầu tiên năm 1874.

## Hình ảnh

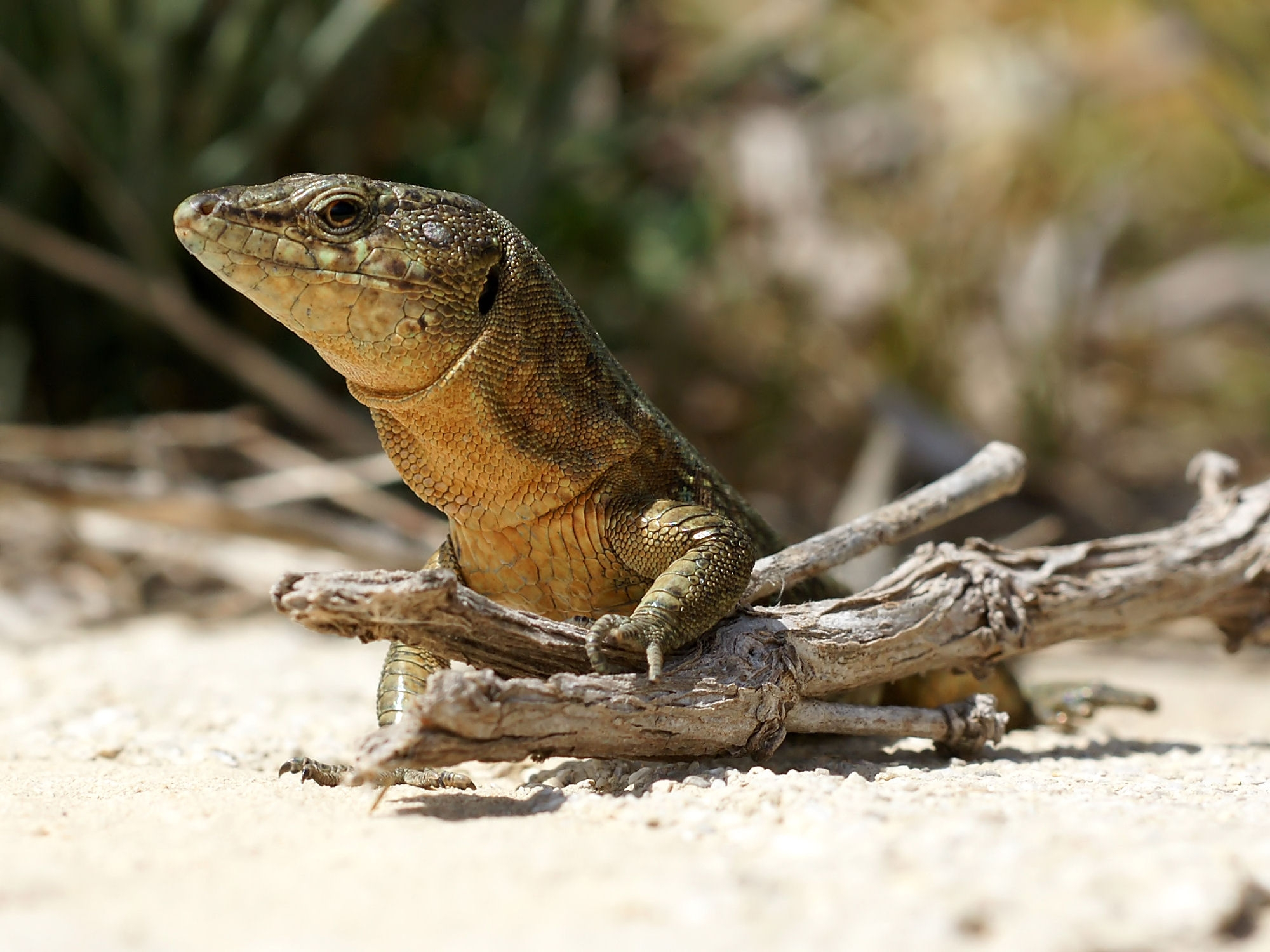
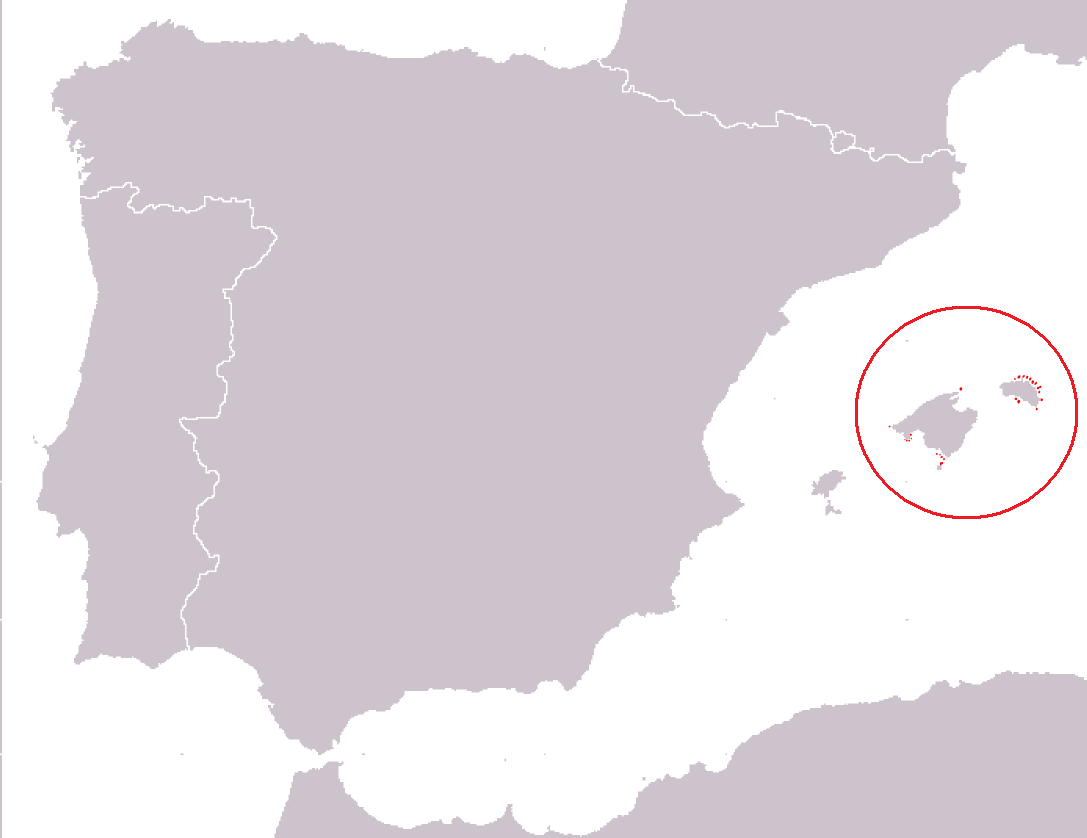
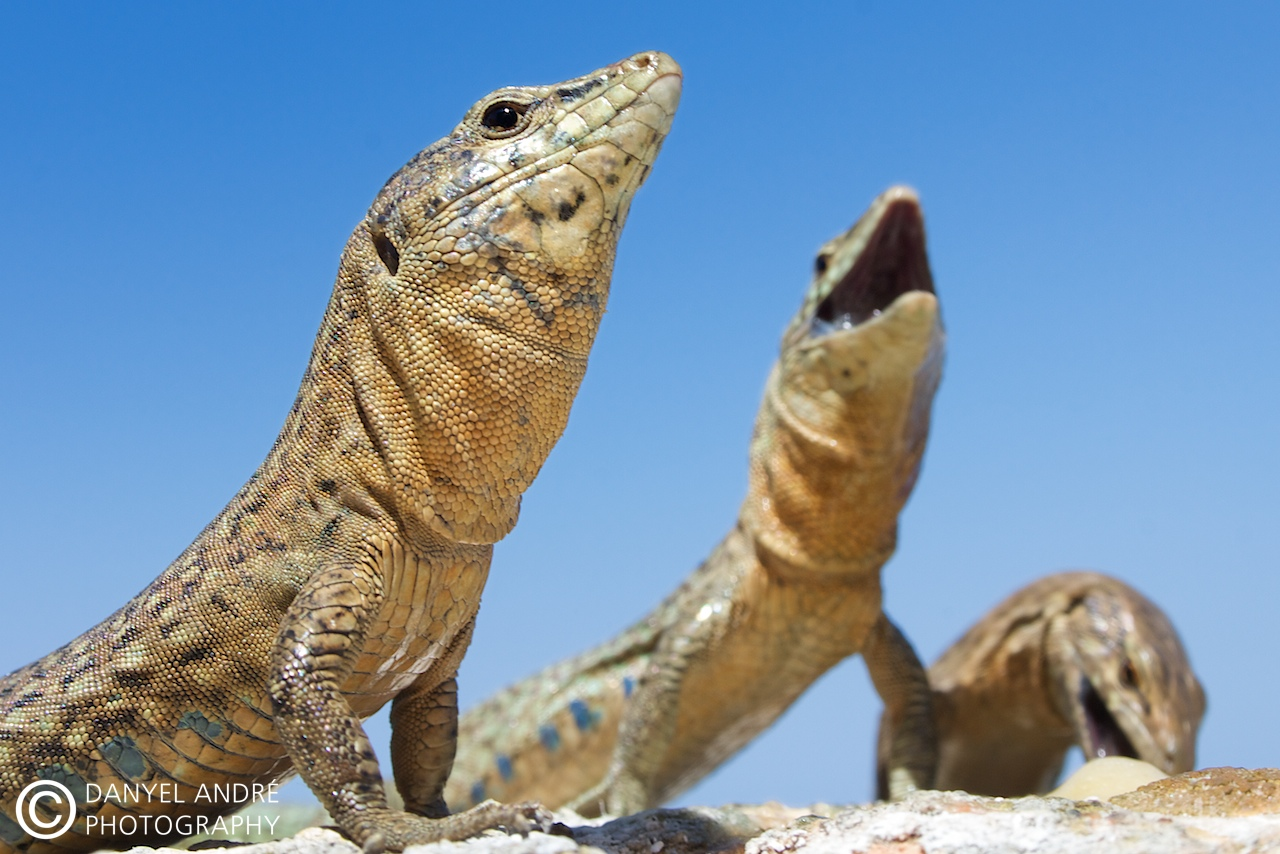